# NGC 1088
NGC 1088 је лентикуларна галаксија у сазвежђу Ован која се налази на NGC листи објеката дубоког неба.
Деклинација објекта је + 16° 12' 1" а ректасцензија 2h 47m 3,9s. Привидна величина (магнитуда) објекта NGC 1088 износи 13,6 а фотографска магнитуда 14,5. NGC 1088 је још познат и под ознакама UGC 2253, MCG 3-8-9, CGCG 463-11, PGC 10536.